# 尼克·贝尔格
尼古拉斯·伊万·“尼克”·贝尔格（英語：Nicholas Evan "Nick" Berg，1978年4月2日—2004年5月8日），是一位美國宾夕法尼亚州费城市郊的美国商人。他在2004年3月前往伊拉克寻找通讯生意商机，自2004年4月9日失踪。一家与“基地组织”有关的伊斯兰网站将他被血腥地斩首的录像播放来报复美英联军虐待伊拉克战俘事件。据报他死亡时为26岁，他的无头尸体于2004年5月8日被挂在巴格达的美军基地附近一个高速公路天桥，满佈刀痕的头部放在尸体下。